# Брюллов Павло Олександрович
Павло Олександрович Брюллов (рос. Па́вел Алекса́ндрович Брюлло́в; 17 [29] серпня 1840, Павловськ, Санкт-Петербурзька губернія — 03 [16] грудня 1914, там само) — російський художник і архітектор, живописець-пейзажист. Академік і член Ради Імператорської Академії мистецтв, член Правління Товариства пересувних художніх виставок, хранитель художнього відділу Російського музею імператора Олександра III. Син професора архітектури Імператорської Академії мистецтв Олександра Павловича Брюллова, племінник знаменитого живописця Карла Брюллова. 

## Біографія
Павло Брюллов — четверта дитина в родині професора архітектури Імператорської Академії мистецтв Олександра Павловича Брюллова і баронеси Олександри Олександрівни фон Раль . 
Закінчив фізико-математичний факультет Санкт-Петербурзького університету (1863) зі ступенем кандидата. 
З 1861 року по 1864 рік Брюллов відвідував класи архітектурного відділення Імператорської Академії мистецтв К. А. Тона, А. І. Штакеншнейдера, А. П. Брюллова, Д. І. Грімма і А. І. Резанова як вільний слухач. 
Під час навчання в Академії був нагороджений двома малими і трьома великими срібними медалями «За успіх у малюванні». У 1864 році Брюллов випущений з Академії з присвоєнням звання класного художника 3-го ступеня по архітектурі. 
Після закінчення Академії поїхав за кордон; жив в Італії, Франції, Англії. У Парижі відвідував клас французького живописця Леона Бонна в Національній вищій школі образотворчих мистецтв. 
У 1870 році за картину «Після роботи», виставлену на Академічній виставці був нагороджений великою заохочувальної медаллю Імператорської Академії мистецтв. 
З 1872 по 1914 рік — експонент Товариства пересувних художніх виставок; з 1874 року — член Товариства, згодом обраний скарбником і членом Правління Товариства. 
У 1883 році отримав звання дійсного члена Імператорської Академії мистецтв, з 1904 року — член Ради Академії. З 1897 по 1912 рік хранитель художнього відділу Російського Музею Імператора Олександра III. Художники говорили про Брюллова, що він гарний математик, закінчив університет та слухав лекції з математики в Англії. Математики запевняли, що він музикант, закінчив консерваторію, а музиканти повертали його знову в лоно художників.

Вже дуже обдарована була його натура, і здавалося, що йому нічого не варто було вивчити всі три спеціальності. І дійсно, він писав картини, виявляв великі знання в математиці і грав на віолончелі та роялі.— Я. Д. Мінченков зі «Спогадів про передвижників»
Першим шлюбом був одружений з письменницею Софією Костянтинівною Кавелиною, другим — з Маргаритою Григорівною Ліхониною (1861-29.03.1884), померла раптово від сухот в Римі, похована там само на міському цвинтарі.

## Галерея

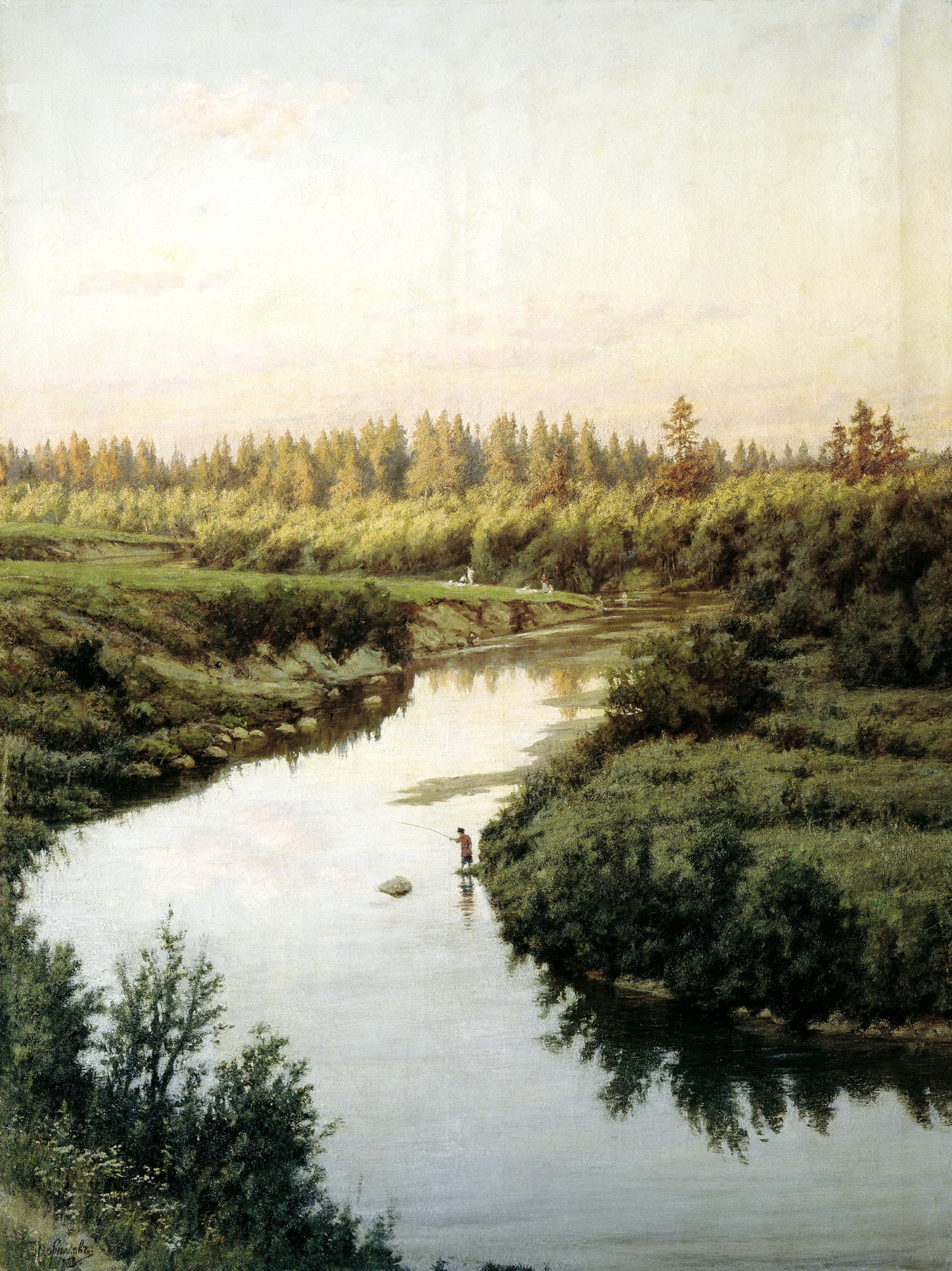
«Пейзаж з річкою» (1900)
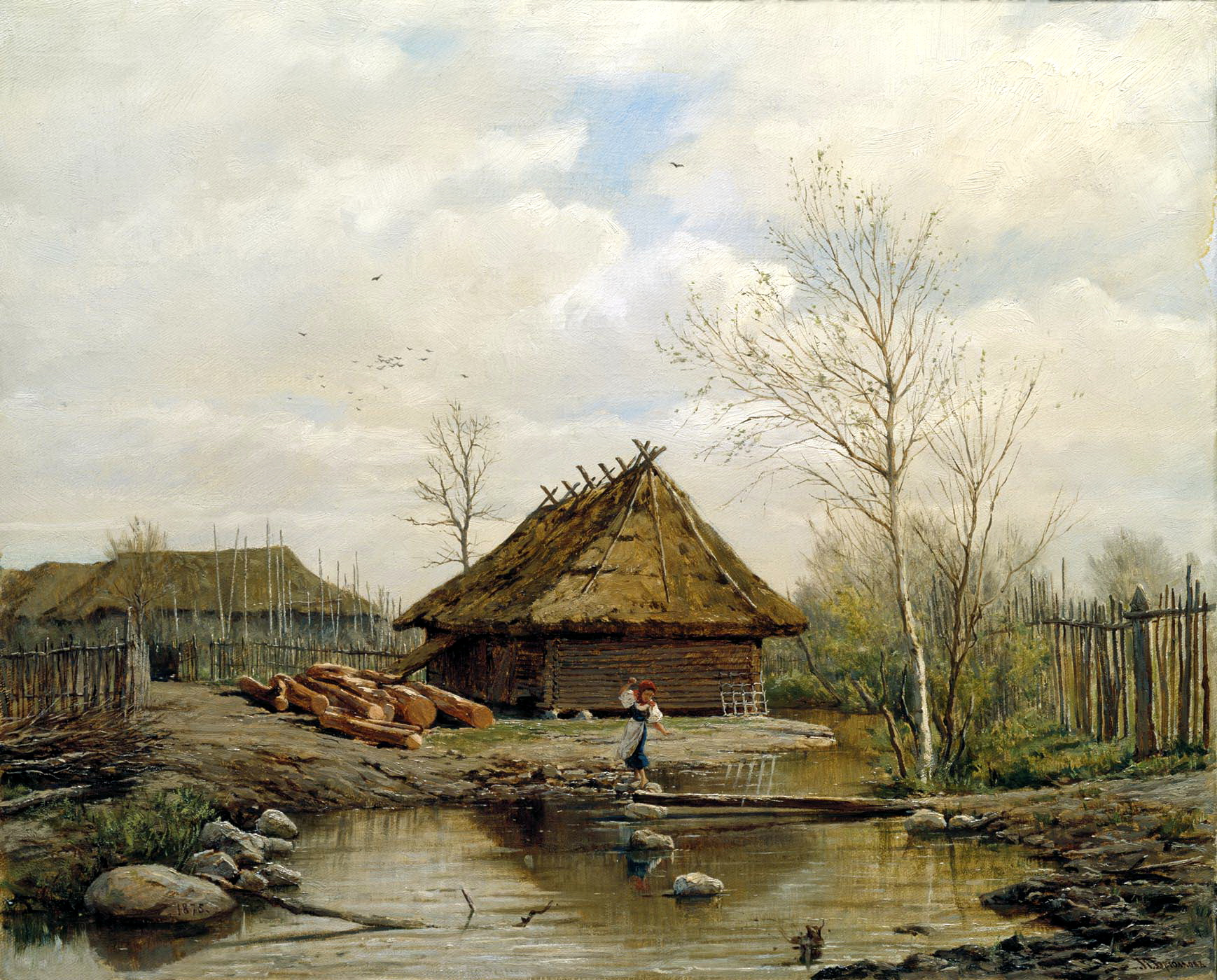
«Весна» (1875) полотно, олія
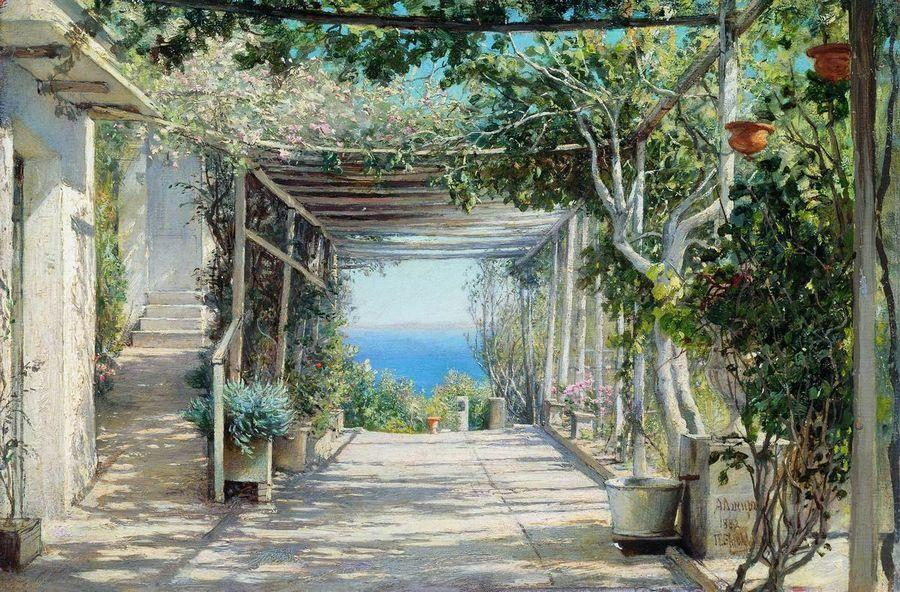
«Веранда. Алжир »(1882) дошка, масло
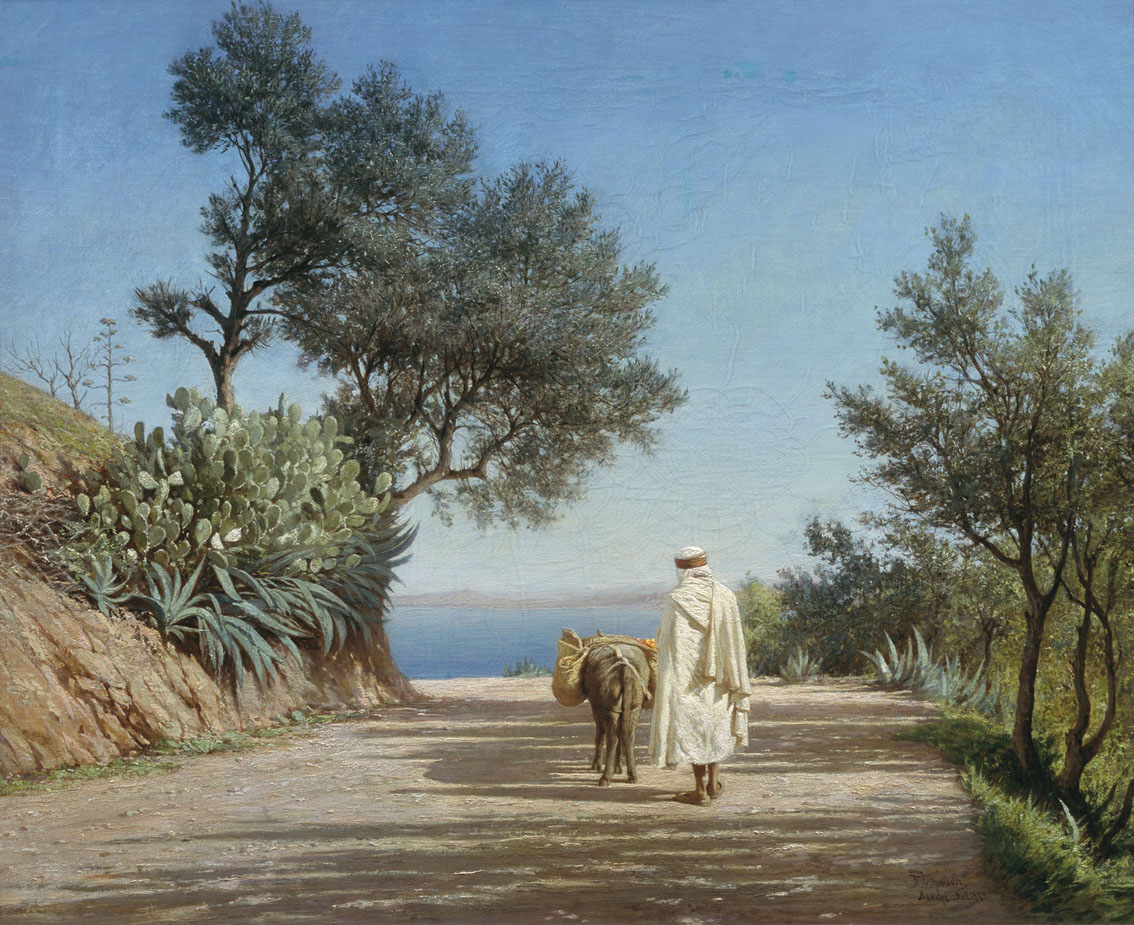
«Дорога до моря. Алжир »(1883) полотно, олія
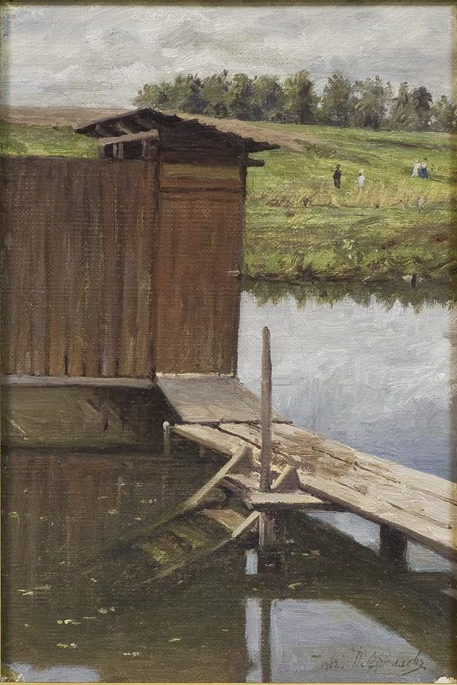
«Купальня» (1902) картон, олія
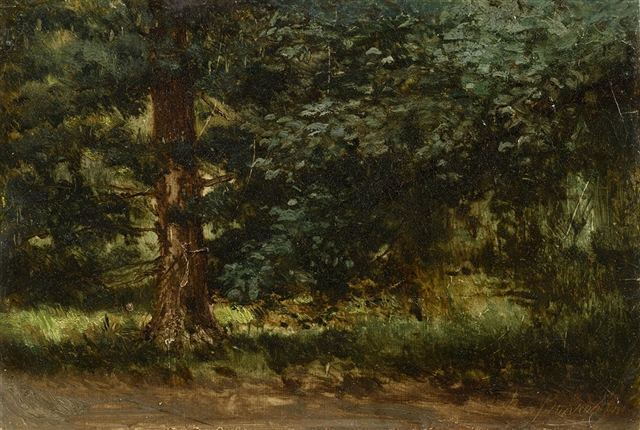
«Ліс» (раніше 1914) картон, олія